# European Rugby Champions Cup (2017/2018)
European Rugby Champions Cup 2017/2018 – dwudziesty trzeci sezon najbardziej prestiżowych rozgrywek klubowych w rugby union w Europie (a czwarty pod nazwą European Rugby Champions Cup). Zwycięzcą rozgrywek została irlandzka drużyna Leinster, która zdobyła to trofeum po raz czwarty w historii. W rozegranym w hiszpańskim Bilbao finale pokonała ona francuską ekipę z Paryża Racing 92, finalistę sprzed dwóch lat. Finał rozgrywek po raz pierwszy w historii został rozegrany poza granicami państw, z których kluby uczestniczą w rozgrywkach.

## Uczestnicy i system rozgrywek
W rozgrywce uczestniczyło 20 drużyn klubowych z sześciu krajów europejskich – uczestników Pucharu Sześciu Narodów. Automatyczną kwalifikację do udziału w rozgrywkach otrzymało po 6 najlepszych drużyn z poprzedniego sezonu rozgrywek angielskiej ligi Premiership i francuskiej ligi Top 14 oraz 7 drużyn z międzynarodowej ligi Pro12: po jednej najlepszej drużynie z Walii, Irlandii, Szkocji i Włoch oraz 3 najwyżej sklasyfikowane z pozostałych drużyn. O ostatnie, dwudzieste miejsce odbyły się kwalifikacje z udziałem siódmych drużyn z lig angielskiej i francuskiej i dwóch kolejnych drużyn z Pro12.
Uczestnicy rozgrywek:
| Premiership | Top 14                                                                        | Pro12 |
| --- | ----------------------------------------------------------------------------- | --- |
| Anglia: - Exeter Chiefs - Wasps - Saracens - Leicester Tigers - Bath - Harlequins - Northampton Saints (zwycięzca kwalifikacji) | Francja: - Clermont - Tulon - La Rochelle - Racing 92 - Montpellier - Castres | Irlandia: - Munster - Leinster - Ulster Walia: - Scarlets - Ospreys Szkocja: - Glasgow Warriors Włochy: - Benetton |

W pierwszej fazie drużyny podzielone były na pięć grup po cztery drużyny. Wszystkie zespoły grały ze sobą dwukrotnie: mecz i rewanż. Awans do fazy pucharowej uzyskali zwycięzcy grup oraz trzy najlepsze drużyny z drugich miejsc. W kolejnej fazie rozgrywki toczyły się w systemie pucharowym (ćwierćfinały, półfinały i finał), a drużyny rozgrywały ze sobą tylko po jednym meczu. W fazie pucharowej drużyny były rozdzielane zgodnie z ustalonym na podstawie fazy grupowej rankingu (od miejsca w rankingu uzależnione jest też przyznanie roli gospodarza w ćwierćfinałach i półfinałach).
W fazie grupowej drużyny otrzymywały 4 punkty za zwycięstwo, 2 punkty za remis i 0 punktów w przypadku porażki. Ponadto mogły otrzymać punkty bonusowe: 1 punkt za zdobycie co najmniej 4 przyłożeń w meczu (niezależnie od wyniku) i 1 punkt za porażkę różnicą najwyżej 7 punktów. W przypadku równej liczby punktów o wyższym miejscu w grupowej tabeli decydował bilans bezpośrednich spotkań (liczba punktów, bilans punktów, liczba przyłożeń), w przypadku braku rozstrzygnięcia lub braku bezpośrednich spotkań (w rankingu po fazie grupowej) kolejno: bilans punktów, liczba przyłożeń, mniejsza liczba kar indywidualnych (żółtych i czerwonych kartek) i losowanie.

## Faza grupowa
Po raz pierwszy w historii rozgrywek nie zakwalifikowała się do nich najbardziej utytułowana drużyna, czterokrotny zdobywca pucharu, Tuluza.
Po losowaniu zwróciły uwagę szczególnie składy grup 2 i 5. W grupie 2 los zetknął ze sobą ubiegłorocznych finalistów: obrońcę tytułu Saracens oraz finalistę rozgrywek i zarazem zwycięzcę ubiegłego sezonu ligi francuskiej Clermont. Natomiast w grupie 5 znaleźli się zwycięzca ligi Pro12 Scarlets oraz trzykrotnie zdobywająca w ostatnich latach puchar i zarazem druga drużyna w ostatnim sezonie rozgrywek francuskich Tulon.
Rozgrywki w fazie grupowej były bardzo wyrównane – przed ostatnią kolejką spotkań tylko jedna drużyna (Leinster) była pewna awansu. Dużą niespodzianką tej części rywalizacji była słaba postawa drużyn angielskich – w ostatniej kolejce zdołał uzyskać awans dzięki korzystnemu zbiegowi wyników w innych grupach tylko jeden zespół z Anglii – obrońcy tytułu Saracens. Udany rewanż za finał z poprzedniego sezonu wzięła francuska drużyna Clermont, która dwukrotnie w grupowych starciach pokonała Saracens (szczególnie dotkliwą porażkę angielska ekipa poniosła na własnym boisku). Awans do ćwierćfinału uzyskała też jedyna debiutująca w rozgrywkach drużyna: La Rochelle.

### Grupa 1
Wyniki spotkań (w nawiasach - liczba przyłożeń):
|             | Wasps       | La Rochelle | Ulster      | Harlequins  |
| Wasps       | –           | 21:3 (3:0)  | 26:7 (4:1)  | 41:10 (5:1) |
| La Rochelle | 49:29 (6:5) | –           | 41:17 (5:2) | 16:7 (2:1)  |
| Ulster      | 19:9 (2:0)  | 20:13 (3:1) | –           | 52:24 (6:4) |
| Harlequins  | 33:28 (5:4) | 23:34 (3:4) | 5:17 (1:1)  | –           |

Tabela:
| Pozycja | Drużyna     | Mecze | Wygrane | Remisy | Porażki | Bilans punktów | Bilans przyłożeń | Punkty bonusowe | Punkty razem |
| ------- | ----------- | ----- | ------- | ------ | ------- | -------------- | ---------------- | --------------- | ------------ |
| 1.      | La Rochelle | 6     | 4       | 0      | 2       | 156:121 (+35)  | 18:17            | 4               | 20           |
| 2.      | Wasps       | 6     | 3       | 0      | 3       | 154:121 (+33)  | 21:15            | 5               | 17           |
| 3.      | Ulster      | 6     | 4       | 0      | 2       | 132:118 (+14)  | 15:15            | 1               | 17           |
| 4.      | Harlequins  | 6     | 1       | 0      | 5       | 106:188 (-82)  | 15:22            | 3               | 7            |

### Grupa 2
Wyniki spotkań (w nawiasach - liczba przyłożeń):
|                    | Clermont    | Saracens    | Ospreys     | Northampton Saints |
| Clermont           | –           | 24:21 (0:2) | 24:7 (2:1)  | 24:7 (4:1)         |
| Saracens           | 14:46 (2:6) | –           | 36:34 (5:4) | 62:14 (7:2)        |
| Ospreys            | 21:56 (3:2) | 15:15 (0:0) | –           | 32:15 (4:2)        |
| Northampton Saints | 34:21 (5:2) | 13:57 (1:8) | 32:43 (5:6) | –                  |

Tabela:
| Pozycja | Drużyna            | Mecze | Wygrane | Remisy | Porażki | Bilans punktów | Bilans przyłożeń | Punkty bonusowe | Punkty razem |
| ------- | ------------------ | ----- | ------- | ------ | ------- | -------------- | ---------------- | --------------- | ------------ |
| 1.      | Clermont           | 6     | 5       | 0      | 1       | 165:104 (+61)  | 16:14            | 2               | 22           |
| 2.      | Saracens           | 6     | 3       | 1      | 2       | 205:146 (+59)  | 24:13            | 4               | 18           |
| 3.      | Ospreys            | 6     | 2       | 1      | 3       | 152:148 (+4)   | 18:16            | 5               | 15           |
| 4.      | Northampton Saints | 6     | 1       | 0      | 5       | 115:239 (-124) | 16:31            | 2               | 6            |

### Grupa 3
Wyniki spotkań (w nawiasach - liczba przyłożeń):
|                  | Exeter Chiefs | Leinster    | Montpellier | Glasgow Warriors |
| Exeter Chiefs    | –             | 8:18 (1:2)  | 41:10 (6:1) | 24:15 (3:2)      |
| Leinster         | 22:17 (1:2)   | –           | 24:17 (4:2) | 55:19 (8:3)      |
| Montpellier      | 24:27 (4:3)   | 14:23 (2:3) | –           | 36:26 (5:4)      |
| Glasgow Warriors | 28:21 (4:3)   | 18:34 (2:4) | 22:29 (3:4) | –                |

Tabela:
| Pozycja | Drużyna          | Mecze | Wygrane | Remisy | Porażki | Bilans punktów | Bilans przyłożeń | Punkty bonusowe | Punkty razem |
| ------- | ---------------- | ----- | ------- | ------ | ------- | -------------- | ---------------- | --------------- | ------------ |
| 1.      | Leinster         | 6     | 6       | 0      | 0       | 176:93 (+83)   | 22:12            | 3               | 27           |
| 2.      | Exeter Chiefs    | 6     | 3       | 0      | 3       | 138:117 (+21)  | 18:14            | 3               | 15           |
| 3.      | Montpellier      | 6     | 2       | 0      | 4       | 130:163 (-33)  | 18:23            | 5               | 13           |
| 4.      | Glasgow Warriors | 6     | 1       | 0      | 5       | 128:199 (-71)  | 18:27            | 3               | 7            |

### Grupa 4
Wyniki spotkań (w nawiasach - liczba przyłożeń):
|                  | Munster     | Racing 92   | Leicester Tigers | Castres     |
| Munster          | –           | 14:7 (2:1)  | 33:10 (4:1)      | 48:3 (6:0)  |
| Racing 92        | 34:30 (3:3) | –           | 22:18 (3:2)      | 29:7 (4:1)  |
| Leicester Tigers | 16:25 (1:1) | 20:23 (1:2) | –                | 54:29 (7:4) |
| Castres          | 17:17 (2:2) | 16:13 (1:1) | 39:0 (5:0)       | –           |

Tabela:
| Pozycja | Drużyna          | Mecze | Wygrane | Remisy | Porażki | Bilans punktów | Bilans przyłożeń | Punkty bonusowe | Punkty razem |
| ------- | ---------------- | ----- | ------- | ------ | ------- | -------------- | ---------------- | --------------- | ------------ |
| 1.      | Munster          | 6     | 4       | 1      | 1       | 167:87 (+80)   | 18:8             | 3               | 21           |
| 2.      | Racing 92        | 6     | 4       | 0      | 2       | 128:105 (+23)  | 14:10            | 3               | 19           |
| 3.      | Castres          | 6     | 2       | 1      | 3       | 111:161 (-50)  | 13:20            | 2               | 12           |
| 4.      | Leicester Tigers | 6     | 1       | 0      | 5       | 118:171 (-53)  | 12:19            | 3               | 7            |

### Grupa 5
Wyniki spotkań (w nawiasach - liczba przyłożeń):
|          | Scarlets    | Tulon       | Bath        | Benetton    |
| Scarlets | –           | 30:27 (3:2) | 13:18 (1:0) | 33:28 (5:4) |
| Tulon    | 21:20 (2:2) | –           | 24:20 (3:2) | 36:0 (5:0)  |
| Bath     | 17:35 (2:4) | 26:21 (3:2) | –           | 23:0 (2:0)  |
| Benetton | 12:31 (2:4) | 29:30 (2:2) | 28:47 (4:7) | –           |

Tabela:
| Pozycja | Drużyna  | Mecze | Wygrane | Remisy | Porażki | Bilans punktów | Bilans przyłożeń | Punkty bonusowe | Punkty razem |
| ------- | -------- | ----- | ------- | ------ | ------- | -------------- | ---------------- | --------------- | ------------ |
| 1.      | Scarlets | 6     | 4       | 0      | 2       | 162:123 (+39)  | 19:12            | 5               | 21           |
| 2.      | Tulon    | 6     | 4       | 0      | 2       | 159:125 (+34)  | 16:12            | 3               | 19           |
| 3.      | Bath     | 6     | 4       | 0      | 2       | 151:121 (+30)  | 16:14            | 2               | 18           |
| 4.      | Benetton | 6     | 0       | 0      | 6       | 97:200 (-103)  | 12:25            | 4               | 4            |

### Ranking drużyn po fazie grupowej
Ranking drużyn po fazie grupowej (w zielonych wierszach drużyny, które zapewniły sobie awans do ćwierćfinałów):
| Pozycja | Zwycięzca grupy     | Punkty razem | Bilans punktów | Przyłożenia |
| ------- | ------------------- | ------------ | -------------- | ----------- |
| 1.      | Leinster            | 27           | +83            | 22          |
| 2.      | Clermont            | 22           | +61            | 16          |
| 3.      | Munster             | 21           | +80            | 18          |
| 4.      | Scarlets            | 21           | +39            | 19          |
| 5.      | La Rochelle         | 20           | +35            | 18          |
| Pozycja | Druga drużyna grupy | Punkty razem | Bilans punktów | Przyłożenia |
| 6.      | Tulon               | 19           | +34            | 16          |
| 7.      | Racing 92           | 19           | +23            | 14          |
| 8.      | Saracens            | 18           | +59            | 24          |
| 9.      | Wasps               | 17           | +33            | 21          |
| 10.     | Exeter Chiefs       | 15           | +21            | 18          |

## Faza pucharowa

### Drabinka
|  |              |              |              |           |    |           |           |           |  |  |       |       |       |
|  | Ćwierćfinały | Ćwierćfinały | Ćwierćfinały |           |    | Półfinały | Półfinały | Półfinały |  |  | Finał | Finał | Finał |
|  | Ćwierćfinały | Ćwierćfinały | Ćwierćfinały |           |    | Półfinały | Półfinały | Półfinały |  |  | Finał | Finał | Finał |
|  |              |              |              |           |    |           |           |           |  |  |       |       |       |
|  |              |              |              |           |    |           |           |           |  |  |       |       |       |
|  | 1            | Leinster     | 30           |           |    |           |           |           |  |  |       |       |       |
|  | 1            | Leinster     | 30           |           |    |           |           |           |  |  |       |       |       |
|  | 8            | Saracens     | 19           |           |    |           |           |           |  |  |       |       |       |
|  | 8            | Saracens     | 19           |           |    | 1         | Leinster  | 38        |  |  |       |       |       |
|  |              |              |              |           |    | 1         | Leinster  | 38        |  |  |       |       |       |
|  |              |              | 4            | Scarlets  | 16 |           |           |           |  |  |       |       |       |
|  | 4            | Scarlets     | 4            | Scarlets  | 16 | 29        |           |           |  |  |       |       |       |
|  | 4            | Scarlets     |              |           |    |           |           |           |  |  |       |       |       |
|  | 5            | La Rochelle  | 17           |           |    |           |           |           |  |  |       |       |       |
|  | 5            | La Rochelle  | 17           |           |    | 1         | Leinster  | 15        |  |  |       |       |       |
|  |              |              |              |           |    |           |           |           |  |  |       |       |       |
|  |              |              | 7            | Racing 92 | 12 |           |           |           |  |  |       |       |       |
|  | 2            | Clermont     | 7            | Racing 92 | 12 | 17        |           |           |  |  |       |       |       |
|  | 2            | Clermont     |              |           |    |           |           |           |  |  |       |       |       |
|  | 7            | Racing 92    | 28           |           |    |           |           |           |  |  |       |       |       |
|  | 7            | Racing 92    | 28           |           |    | 7         | Racing 92 | 27        |  |  |       |       |       |
|  |              |              |              |           |    | 7         | Racing 92 | 27        |  |  |       |       |       |
|  |              |              | 3            | Munster   | 22 |           |           |           |  |  |       |       |       |
|  | 3            | Munster      | 3            | Munster   | 22 | 20        |           |           |  |  |       |       |       |
|  | 3            | Munster      |              |           |    |           |           |           |  |  |       |       |       |
|  | 6            | Tulon        | 19           |           |    |           |           |           |  |  |       |       |       |
|  | 6            | Tulon        | 19           |           |    |           |           |           |  |  |       |       |       |

### Ćwierćfinały
W meczach ćwierćfinałowych najlepiej zaprezentowały się zespoły z celtyckiej ligi Pro 14. Wszystkie trzy drużyny z tej ligi uczestniczące w tej fazie rozgrywek awansowały do półfinałów: irlandzkie Leinster i Munster oraz walijska drużyna Scarlets. Dla tej ostatniej jest to pierwsze takie osiągnięcie od 11 lat (a zarazem pierwszy występ walijskiej drużyny w półfinale od 9 lat). Skład półfinalistów uzupełniła francuska drużyna Racing 92, która wyeliminowała z rozgrywek inny zespół z tego samego kraju, ubiegłorocznego finalistę Clermont. Z rozgrywek odpadły też dwie inne drużyny francuskie: debiutanci La Rochelle i trzykrotni zdobywcy pucharu Tulon, a także Saracens – obrońcy tytułu i jednocześnie ostatnia pozostała w rozgrywkach drużyna angielska.
Wyniki spotkań:
| 30 marca 201817:30 | Scarlets | 29:17(12:10) | La Rochelle                                                                                   | Parc y Scarlets, Llanelli Widzów: 15 373 Sędzia: Luke Pearce (Anglia) |
| 30 marca 201817:30 | Przyłożenia: Patchell 60', Williams 75' Podwyższenia: Halfpenny 62', 76' Rzuty karne: Halfpenny 4', 11', 18', 25', 45' | 29:17(12:10) | Przyłożenia: Sazy 8', Boudehent 80' Podwyższenia: Balès 9', Noble 80'+1 Rzut karny: Balès 40' | Parc y Scarlets, Llanelli Widzów: 15 373 Sędzia: Luke Pearce (Anglia) |
| 30 marca 201817:30 | Boyde 69' | 29:17(12:10) |                                                                                               | Parc y Scarlets, Llanelli Widzów: 15 373 Sędzia: Luke Pearce (Anglia) |

| 31 marca 201815:15 | Munster                                                                                          | 20:19(10:6) | Tulon | Thomond Park, Limerick Widzów: 26 265 Sędzia: Nigel Owens (Walia) |
| 31 marca 201815:15 | Przyłożenia: Murray 27', Conway 74' Podwyższenia: Keatley 28', 75' Rzuty karne: Keatley 31', 55' | 20:19(10:6) | Przyłożenie: Ashton 64' Podwyższenie: Trinh-Duc 65' Drop goal: Belleau 18' Rzuty karne: Belleau 9', Trinh-Duc 60', 67' | Thomond Park, Limerick Widzów: 26 265 Sędzia: Nigel Owens (Walia) |

| 1 kwietnia 201814:00 | Clermont                                                    | 17:28(14:13) | Racing 92 | Parc des Sports Marcel Michelin, Clermont-Ferrand Widzów: 18 598 Sędzia: Wayne Barnes (Anglia) |
| 1 kwietnia 201814:00 | Przyłożenie: Betham 33' Rzuty karne: Parra 5', 9', 17', 44' | 17:28(14:13) | Przyłożenia: Nakarawa 24', Andreu 63', Palu 65' Podwyższenia: Machenaud 24', 63' Rzuty karne: Machenaud 31', 40'+3, 41' | Parc des Sports Marcel Michelin, Clermont-Ferrand Widzów: 18 598 Sędzia: Wayne Barnes (Anglia) |

| 1 kwietnia 201815:30 | Leinster | 30:19(13:12) | Saracens                                                                                       | Aviva Stadium, Dublin Widzów: 51 700 Sędzia: Jérôme Garcès (Francja) |
| 1 kwietnia 201815:30 | Przyłożenia: Ringrose 3', Leavy 46', Lowe 57', Podwyższenia: Sexton 3', 47', McFadden 58' Rzuty karne: Sexton 20', 33', 42' | 30:19(13:12) | Przyłożenie: Cowan 63' Podwyższenie: Farrell 64' Rzuty karne: Farrell 11', 15', 26', Bosch 34' | Aviva Stadium, Dublin Widzów: 51 700 Sędzia: Jérôme Garcès (Francja) |
| 1 kwietnia 201815:30 | Toner 74' | 30:19(13:12) |                                                                                                | Aviva Stadium, Dublin Widzów: 51 700 Sędzia: Jérôme Garcès (Francja) |

### Półfinały
Oba półfinałowe starcia zdominowali gospodarze spotkań (irlandzkie Leinster i francuski Racing 92), którzy nie dali szans na zwycięstwo gościom (odpowiednio: Scarlets z Walii i druga irlandzka drużyna, Munster). Gospodarze osiągnęli w obu meczach wysoką przewagę w ich pierwszych częściach i dopiero w ostatniej fazie spotkań pozwolili gościom na zdobycie przyłożeń, które ostatecznie nie zmieniły rozstrzygnięcia.
Wyniki spotkań:
| 21 kwietnia 201815:30 | Leinster | 38:16(24:9) | Scarlets                                                                               | Aviva Stadium, Dublin Widzów: 48 455 Sędzia: Romain Poite (Francja) |
| 21 kwietnia 201815:30 | Przyłożenia: Ryan 9', Healy 26', McFadden 39', Fardy 49', Sexton 59' Podwyższenia: Sexton 10', 27', 40'+2, 51', 60' Rzut karny: Sexton 18' | 38:16(24:9) | Przyłożenie: Beirne 78' Podwyższenie: Patchell 79' Rzuty karne: Halfpenny 5', 21', 33' | Aviva Stadium, Dublin Widzów: 48 455 Sędzia: Romain Poite (Francja) |

| 22 kwietnia 201816:15 | Racing 92 | 27:22(24:3) | Munster                                                                                                   | Stade Chaban-Delmas, Bordeaux Widzów: 24 574 Sędzia: JP Doyle (Anglia) |
| 22 kwietnia 201816:15 | Przyłożenia: Thomas 4', 17', Machenaud 21' Podwyższenia: Machenaud 6', 19', 23' Rzuty karne: Machenaud 25', 42' | 27:22(24:3) | Przyłożenia: Zebo 62', Marshall 75', Conway 80' Podwyższenia: Hanrahan 76', 80'+1 Rzut karny: Keatley 16' | Stade Chaban-Delmas, Bordeaux Widzów: 24 574 Sędzia: JP Doyle (Anglia) |
| 22 kwietnia 201816:15 | Andreu 63' | 27:22(24:3) | | Stade Chaban-Delmas, Bordeaux Widzów: 24 574 Sędzia: JP Doyle (Anglia) |

### Finał

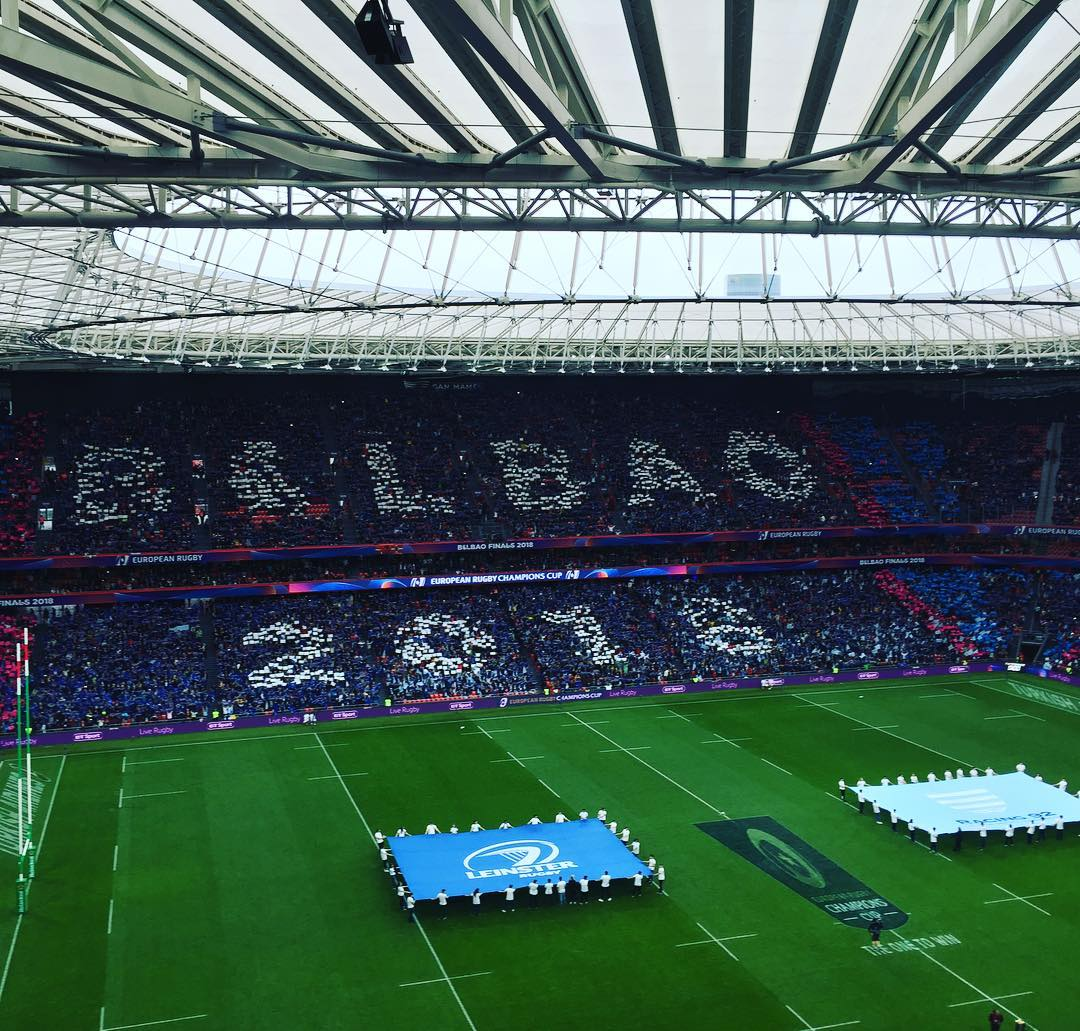
Stadion w Bilbao przed rozpoczęciem meczu finałowego

Finał został rozegrany 12 maja 2018 na stadionie San Mamés w Bilbao w Hiszpanii – po raz pierwszy w historii poza granicami sześciu krajów, których drużyny uczestniczą w tych rozgrywkach. Spotkały się w nim irlandzka drużyna z Dublina Leinster (trzykrotny zwycięzca tych rozgrywek – w 2009, 2011 i 2012) oraz francuska ekipa z Paryża Racing 92 (finalista z 2016).
Mecz został rozegrany w trudnych warunkach, przy padającym deszczu. Obie drużyny były bardzo skuteczne w obronie i nie dopuściły do wykonania ani jednego przyłożenia. Mecz rozstrzygnęły kopy z rzutów karnych: drużyna Racing 92 czterokrotnie wychodziła na trzypunktowe prowadzenie i czterokrotnie zawodnicy Leinster doprowadzali do remisu, jednak na dwie minuty przed końcem to irlandzka drużyna zdobyła przewagę po rzucie karnym wykonanym przez fidżyjskiego zawodnika Isę Nacewę i zapewniła sobie zwycięstwo.
Najlepszym graczem meczu został uznany irlandzki wspieracz z zespołu Leinster, James Ryan.
Zdobywając puchar po raz czwarty w historii zespół Leinster wyrównał rekordowe dotąd osiągnięcie francuskiej drużyny Tuluza. Irlandzka ekipa została także drugim zespołem w historii, który zdobył puchar zwyciężając we wszystkich swych spotkaniach w rozgrywkach.
| 12 maja 201817:45 | Leinster                                           | 15:12(6:6) | Racing 92                               | San Mamés, Bilbao Widzów: 52 282 Sędzia: Wayne Barnes, Anglia |
| 12 maja 201817:45 | Rzuty karne: Sexton 16', 38', 53', Nacewa 73', 78' | 15:12(6:6) | Rzuty karne: Iribaren 3', 21', 44', 70' | San Mamés, Bilbao Widzów: 52 282 Sędzia: Wayne Barnes, Anglia |

## Statystyki turnieju
Najwięcej punktów w rozgrywkach zdobył Owen Farrell z drużyny Saracens – 92. Po 85 punktów zdobyli Morgan Parra z Clermont i Maxime Machenaud z Racing 92. Także Owen Farrell wykonał skutecznie najwięcej rzutów karnych (19) i drugą ilość podwyższeń (18). W tej ostatniej klasyfikacji najlepszy był Morgan Parra, który skutecznie wykonał 21 podwyższeń. Najwięcej przyłożeń – po 6 – zdobyli w rozgrywkach Nemani Nadolo z Montpellier i Dan Evans z Ospreys.
Najlepszym graczem turnieju został uznany przez European Professional Club Rugby fidżyjski zawodnik z drużyny Racing 92 Leone Nakarawa.